# 田中頼三
田中 頼三（たなか らいぞう、1892年（明治25年）4月27日 - 1969年（昭和44年）7月9日）は、日本の海軍軍人。海兵41期。最終階級は海軍中将。

## 略歴
山口県山口市嘉川（旧嘉川村）の本間家の三男に生まれる。
旧制山口中学校を卒業。1913年（大正2年）12月海軍兵学校41期卒。生粋の駆逐艦乗りで、水雷屋としてキャリアを重ねた。
第一次世界大戦では第二特務艦隊に属し、地中海で連合国艦船の護衛任務に従事している。
第一次世界大戦後の1920年11月、山口県の田中家へ入籍し姓が田中となる。
太平洋戦争直前の1941年（昭和16年）9月15日、五藤存知少将の後任として第二水雷戦隊司令官となる。そのまま日米開戦を迎え、南方作戦・蘭印作戦に従事。1942年2月下旬、スラバヤ沖海戦を戦う。この戦いの遠距離魚雷戦について敢闘精神に欠けるとして批判を受ける。
ガダルカナル島の戦いがはじまると、ひきつづき第二水雷戦隊司令官として第二次ソロモン海戦に参加し増援部隊の指揮を執る。しかし、第八艦隊司令部と輸送作戦の方針について意見が合わず、外南洋部隊増援部隊指揮官の任務を解かれたのち、金剛型戦艦や妙高型重巡洋艦を護衛してヘンダーソン基地艦砲射撃に参加する。増援部隊指揮官に復帰後、第三次ソロモン海戦でも輸送作戦を指揮。ここでも揚陸方針について上申した外南洋部隊指揮官三川軍一中将と意見が相異する。但し、連合艦隊や第二艦隊は田中の意見を妥当としている。
1942年11月30日、当時としても奇抜な発想であるドラム缶輸送に従事している最中、待ち構えていた米重巡洋艦部隊と遭遇戦に突入（ルンガ沖夜戦）。不利な態勢からの水雷戦にも拘わらず、米重巡洋艦1隻撃沈・3隻大破（被害は駆逐艦1隻喪失）という大勝を収めたが、上層部からは補給作戦の失敗を咎められ、部下からは指揮官先頭でなかったこと（田中が「揚陸を止めて、全軍突撃せよ」と命じた後、田中の坐乗する駆逐艦「長波」は敵に向け魚雷を発射し、直ちに避退した）・戦闘における積極性のなさを批判された。
1942年（昭和17年）12月29日附で第二水雷戦隊司令官の職務を小柳冨次少将と交代。翌1943年（昭和18年）2月に舞鶴警備隊司令官・舞鶴海兵団長、その後は第13根拠地隊司令官（ビルマ）に補され、終戦を迎えた。事実上の左遷人事とされている。
1947年（昭和22年）11月28日、公職追放仮指定を受けた。

## 戦歴（一覧）
- フィリピン攻略戦の支援
- 蘭印攻略戦の支援
スラバヤ沖海戦
- ミッドウェー海戦（輸送船団護衛）
- 第二次ソロモン海戦（陸軍輸送船団護衛）
- ヘンダーソン基地艦砲射撃（飛行場砲撃隊の護衛）
- 南太平洋海戦（前進部隊所属）
- 第三次ソロモン海戦（輸送船団護衛）
- ソロモン方面の上陸＆補給作戦 （鼠輸送）
一木支隊の上陸作戦
第一次輸送作戦 （ルンガ沖夜戦）
第二次輸送作戦
第三次輸送作戦（部下に指揮を委任）
第四次輸送作戦

※ スラバヤ沖海戦以外は、米軍航空機や魚雷艇の脅威に晒される護衛・輸送任務の連続となる。

## 戦歴（詳細）
1942年（昭和17年）2月下旬、スラバヤ沖海戦を戦う。この戦いにおいて第二水雷戦隊の旗艦「神通」は第四水雷戦隊を敵艦隊（ABDA艦隊）との間に置いた状態で酸素魚雷を発射し、第四水雷戦隊の子隊（第9駆逐隊。朝雲、峯雲）と比較され、遠距離魚雷戦について敢闘精神に欠けるとして批判を浴びた（ただし、当時の日本海軍は「勢力保全遠戦主義（いわゆるアウトレンジ戦法）」を採用している）。
8月24-25日の第二次ソロモン海戦では上部組織（第八艦隊、第十一航空艦隊、連合艦隊）の矛盾する命令にふりまわされる。8月25日の空襲で、軽巡（旗艦）「神通」は中破、輸送船「金龍丸」、駆逐艦「睦月」を喪失する。駆逐艦「陽炎」に旗艦を変更してショートランド泊地に一時退避するが、ガダルカナル島突入時期をめぐって陸軍増援部隊（川口支隊）と外南洋部隊（指揮官三川軍一第八艦隊司令長官）の間でトラブルとなった。
8月28日、ガ島へ向かう第20駆逐隊（天霧、朝霧、夕霧、白雲）は空襲を受けて「朝霧」沈没、「夕霧」「白雲」大破という損害を受ける。すると別コースでガ島へ向かっていた第24駆逐隊（海風、江風、磯風《第17駆逐隊より臨時編入》）は空襲を恐れて引き返してしまい、田中司令官もこれを容認、「天霧第七三番電関連敵機ノ跳梁スル現状ニ於テハ駆逐隊ヲ以テスル陸兵増援ハ成功ノ算尠キモノト認ム」と打電して哨戒艇（旧式駆逐艦）4隻の輸送出撃を取り消した。宇垣纏連合艦隊参謀長は「過般の廿驅逐隊の損傷が痛くこたへたるものか、大分二水戦との間にもめて居るが如し」と記録している。高松宮宣仁親王は「マダ第八艦隊ノ是非ヤレト云フノニ機ヲ見テトカナントカ余計ナコトヲ云フ、中間司令部トシテ遮二無二ヤレト命令スルノニコレ程気安イ立場ハナイデハナイカ。司令官トモアルモノガ今ヤ『ソロモン』ノ戦況ガ全作戦ノ唯一ノ差シツカヘニナッテヰル事位、ネムクテモ解ル筈ナノニ」と批判した。
8月29日、田中司令官は米軍機動部隊のショートランド泊地襲撃を懸念して「彼我機動部隊ノ位置竝ニ敵機連日ノ偵察ニ鑑ミ『ショートランド』泊地ハ被空襲ノ虞極メテ大ニシテ重巡輸送船ノ在泊ハ適当ナラズ、多少遠距離ナルモ『ラバウル』方面ニ移動セシムルヲ可ト認ム」と第十一艦隊・第八艦隊に要望する。陸軍折衝のために二水戦先任参謀を同泊地に残し、田中司令官は旗艦/重巡「衣笠」に乗艦して午前5時30分に出港、ブーゲンビル島方面に退避したのち、戦闘機の掩護要求をしたのち、夕方になって泊地へ戻った。
この間、川口清健支隊長は駆逐艦に乗ることを拒む陸軍の風潮に沿い大発動艇による蟻輸送を強硬に主張（「何十隻もの上陸用舟艇に分乗、暗夜、島伝いにガ島へ向かった方が安全だ」。また、浦波の小池主計少尉は「陸兵たちは自信満々で『陸のことはまかせて下さい。われわれがガ島に着きさえすれば、なーに鎧袖一触ですよ』と語っていた」と記している。）、田中司令官も「そこまで言うなら」と川口支隊長に同意する。
しかしながら川口支隊長の田中司令官への評価は芳しくなく「田中頼三少将の二水戦司令官も今回の上陸に於ては旗艦先ず傷つきてより大に大事をとり、相當文句ありたるが如し」と宇垣纏に伝わっている。
田中の一連の意見具申はガ島への急速増援を企図する第八艦隊司令部の方針に全く反するものであり、三川中将は田中の外南洋部隊増援部隊指揮官更迭（解任ではなく指揮権の一時移譲）を決断する。
8月30日、第三水雷戦隊（司令官橋本信太郎少将：旗艦「川内」）はラバウルに到着し、31日午前6時ショートランド着。これをもって増援部隊指揮官は三水戦司令官に引き継がれ、第三水雷戦隊がその任を負うことになった。同日9時、田中は駆逐艦「夕霧」に移乗してトラック泊地へ向かった。9月2日、田中はトラック泊地に到着し、連合艦隊司令部（戦艦「大和」）で一連の作戦経過を報告、宇垣は田中に対する連合艦隊参謀達の不満を「然るに指揮官の経験を有せざる参謀連は無責任にも往々にして行きすぎに堕するは大に心すべき次第なり」と戒めている。
トラック泊地に帰投後、軽巡「神通」は修理のため内地へ回航され、軽巡「五十鈴」が第二水雷戦隊旗艦となった。同時期、消耗していた第二水雷戦隊には最新鋭の夕雲型駆逐艦「長波」「巻波」「高波」等が順次編入され、戦力を回復する。田中に率いられた第二水雷戦隊は、第三戦隊（司令官栗田健男中将：金剛型戦艦《金剛、榛名》）のヘンダーソン基地艦砲射撃を支援。南太平洋海戦で前進部隊に所属して米軍と交戦するなど、トラック泊地を拠点に行動した。
1942年（昭和17年）11月5日、ショートランド泊地で橋本三水戦司令官は増援部隊指揮官の職務を田中二水戦司令官に引き継ぎ、軽巡「川内」に移乗してトラック泊地へ戻った。11月14日、駆逐艦「早潮」を二水戦旗艦として輸送船11隻を護衛中、米軍機の波状攻撃を受けて輸送船6隻が沈没、1隻が損傷し駆逐艦2隻（天霧、望月）に護衛されて後退、健在輸送船は4隻だけになった（第三次ソロモン海戦）。田中は駆逐艦「早潮」「親潮」「黒潮」「陽炎」「巻波」「長波」「高波」「涼風」と残る輸送船4隻をひきいてガ島へむかった。
11月15日、前進部隊と米艦隊との間に第二夜戦が勃発し、日本側は「霧島」「綾波」が沈没、米戦艦2隻（ワシントン、サウスダコタ）も戦場から引き揚げた。田中司令官は輸送船4隻（廣川丸、山浦丸、鬼怒川丸、山東丸）をガ島タサファロング泊地に座礁させて揚陸すると決断し、各方面に通知。連合艦隊、前進部隊（第二艦隊）も田中の判断を妥当としたが、外南洋部隊指揮官（第八艦隊司令長官三川中将）は10月中旬揚陸作戦の経験から輸送船の擱座揚陸に反対し、なるべく通常の揚陸を行うよう通知した。しかし田中は三川中将の通知を無視する形で座礁揚陸を敢行。輸送船4隻は座礁する。第二水雷戦隊は午前2時30分で護衛を打ち切り、北方へ退避を開始した。海岸に擱座した輸送船4隻は揚陸作業を続けたが、兵員2,000名と弾薬360箱（軽火砲、山砲）、米1,500俵の揚陸を終えたところで、午前6時以降の空襲と米艦隊の艦砲射撃により全隻炎上し、残りの弾薬・重火器・糧食を喪失してしまった。
11月30日、連合艦隊考案の当時としても奇抜な発想であるドラム缶輸送に従事している最中、待ち構えていた米重巡洋艦部隊と遭遇戦に突入（ルンガ沖夜戦）。不利な態勢からの水雷戦にも拘わらず（ドラム缶投入のため日本艦隊は速度を落としており、輸送任務を優先して米軍をやりすごそうとしていた）、米重巡洋艦1隻撃沈・3隻大破に対し駆逐艦「高波」喪失という大勝を収めたが、「戦果發揚我驅逐艦なる哉の観あるが、肝心の補給を全うし得ざりしは残念なり。忽ち十七軍より強行せられ度要望あり」と上層部からの評価は芳しくなかった。戦史叢書では「『長波』はまっ先に避退してしまって増援部隊指揮官（田中少将）は適切な戦闘指揮を行わず、各隊、各艦ごとの戦闘であった」と評している。
連合艦隊司令部はルンガ沖夜戦の戦訓から警戒駆逐艦の増強を認め、秋月型駆逐艦2番艦「照月」と第17駆逐隊の陽炎型駆逐艦2隻（谷風、浦風）を増援部隊に編入。上空直掩を零式観測機及び二式水戦にて固めたことにより12月3日の第二次作戦では1,500個ものドラム缶投入に成功した（ただし陸軍の揚陸能力不足で回収は310個）。続く12月7日の第三次作戦（指揮官佐藤寅治郎第15駆逐隊司令）では、空襲と魚雷艇の妨害で失敗。芳しくない戦果に日本海軍側（連合艦隊、第十一航空艦隊、第八艦隊）は12月8日に「今日限り駆逐艦輸送は実施しない」と宣言する有様だった。この宣言は日本陸軍側の抗議と、第8方面軍司令官今村均陸軍中将と第十一航空艦隊司令長官草鹿任一中将の協議により撤回され、12月11日に駆逐艦輸送作戦を実施することが決まる。本作戦は、山本五十六連合艦隊司令長官が「今次の駆逐艦輸送に期待するところ極めて大なり、あらゆる手段を講じ任務達成に努めよ」と激励した作戦だった。
この第四次作戦（12月11日）で、田中司令官は「照月」に将旗を掲げ、駆逐艦11隻（照月、長波、第4駆逐隊《嵐》、第15駆逐隊《親潮、黒潮、陽炎》、第24駆逐隊《江風、涼風》、第17駆逐隊《谷風、浦風》、第27駆逐隊《有明》）をひきいて第四次輸送作戦を実施する。
米軍は狭い海域に巡洋艦を投入した反省から、先の第三次作戦同様、魚雷艇を中心とした待ち受け作戦に切り替えており、同艇と思われる（未確認）襲撃により「照月」を撃沈される。照月主計長の証言では、敵の航空機による攻撃が先頭を行く旗艦に集中することを恐れて「照月」を艦隊の中位に置き、また夜間にエスペランス岬沖に突入後は、白い航跡が敵航空機の爆撃目標にされることを恐れて微速航行中の艦に停止を命じたという。結局、田中司令官は「長波」に移乗して「照月」から脱出、「照月」乗組員140名は有賀幸作司令が指揮する「嵐」に救助され、第61駆逐隊司令と駆逐艦長以下156名はガ島へ上陸。輸送作戦はドラム缶1200個投下に成功したものの、米軍航空機の機銃掃射等により220個しか回収できず、作戦全体としては失敗に終わり、作戦構想に無理がある事が証明された。
12月18日、杉山元参謀総長は昭和天皇に対し、「ガ島の陸軍に海軍が輸送をおこなわない」という現地電報について説明。辻政信陸軍中佐が怒っているため、杉山は12月11日輸送作戦失敗についてまで奏上したという。

## 評価

### 帝国海軍関係者の評価
当時の水雷戦隊・駆逐隊・駆逐艦関係者は「第二水雷戦隊司令部は弱い」と批判していた。「語らず誇らずの人だった。戦闘の駆け引きがうまく、海の武田信玄のようだ」という部下からの評価もある。

#### 高松宮の評
高松宮宣仁親王（皇族、海兵52期、海軍大佐）は、1月中旬のフィリピン攻略作戦中の田中司令官の打電（攻略作戦ハ航空撃滅戦一段落後ニ実施スルノ要、切ナルモノアルヲ痛感セリ、発2Sd司令官〔第二水雷戦隊〕司令官）について「『神通』（当時二水戦旗艦）が悲鳴をあげてゐる」と表現している。第二次ソロモン海戦時の田中については「コウナルト田中司令官、遠山先任参謀ハマルデ駄目ダト云フ札付ニナル。第二十四駆逐隊司令、村上大佐仝ジ様ナ駄目ナリ。困難ナリト云ツテモヨイガ、ソレヲヤレト云ハレタラヤツテノケルダケノ断行力ガナクテハナラヌ」と評している。

#### 奥宮正武の評
奥宮正武（海兵58期、太平洋戦争時、第二航空戦隊参謀など）は「（海外の著名人が誤った評価をする事について）田中少将の件がその一例である。太平洋戦争に参加した日本軍の高級指揮官について論評する場合には、他人の所見を引用するだけではなく、自らの努力で、できる限り事実関係を詳細に調査したのち、そうすることが望ましい」と評している。
1942年11月30日のルンガ沖夜戦の当夜、奥宮は、第二航空戦隊（司令官：角田覚治中将）航空参謀として、戦闘海面からほど近い海域を行動中の旗艦「隼鷹」で刻々と戦闘速報に接していた。奥宮は、ルンガ沖夜戦の大戦果は、田中が避退した後に、第1輸送隊（駆逐艦4隻）を巧みに指揮し、あえて低速で行動した上で敵艦隊を雷撃した第15駆逐隊司令・佐藤寅治郎大佐（海兵43期、1943年2月12日付で軽巡「神通」艦長、同年7月12日のコロンバンガラ島沖海戦で沈没した「神通」と運命を共にした）の武功が大と判断しており、アメリカ側が田中を高く評価するのは、単に田中が「ルンガ沖夜戦の時の日本側部隊の指揮官」だったからではないか、と疑問を呈している。奥宮は、1942年当時に、田中を二水戦司令官から解任した海軍当局の処置を妥当と感じたと述べ、ルンガ沖夜戦に先立つトラック泊地での作戦会議で田中が極めて消極的な発言をしていたことを証言している。

#### 黛治夫・小島秀雄の評
黛治夫（海兵47期、水上機母艦秋津洲艦長、重巡利根艦長など）は、米軍の田中に対する高評価に対し、実際には部下からの評判が悪かったことに触れ「部下だった人は、名将とはだれも思っていない。部下から勇敢だと思われるぐらいの指揮官じゃないといかん」と評している。小島秀雄（海兵44期、ドイツ駐在武官など）は黛のこの発言に対し「成功すれば褒められるのさ」と応じている。

### アメリカ海軍関係者の評価
海軍上層部からはたび重なる意見具申（航空機による爆撃支援要請や艦隊根拠地の後方移転）を煙たがられ、勇壮を重んじる部下からの評判も芳しくなく、帝国海軍での評価は低かったが、はるかに優勢なアメリカ艦隊を相手に大勝を収めたルンガ沖夜戦の指揮官として、敵側であったアメリカからの評価は非常に高かった。海軍戦史家であるサミュエル・エリオット・モリソンが"redoubtable Tanaka"（不屈の猛将・田中）と評し、軍事史研究家のハンソン・ボールドウィンは、その著書の中で「太平洋戦争で日本の名将を2人挙げるとするなら、陸の牛島・海の田中」と綴った。
アメリカ側からの高い評価を受けて、戦後の日本では田中が再評価されるようになった。

## 人物像
酒好きで、酔うと歌いながら踊る癖があったが、部下には親しまれていたという。
ルンガ沖夜戦について戦後、「僕ァ何もしなかったのだよ、ただ突撃せよと命令しただけだ。あとは残らず部下の駆逐艦乗りの大活躍があったからだ」と語っている。
重巡「ノーザンプトン」からの砲撃を受けている最中に「（敵艦の砲撃は）照準はいいが、修正がまずい」と、のんびりした口調で批評していたという。
半藤一利に戦後の生活に対して聞かれ「晴耕雨読とは、いい言葉ですナァ。一人息子には戦後はやくに死なれ、娘は皆嫁いでしまって何もすることが無い。する事が無いと言えば、あの時（陸上勤務にされた時）からする事なんて、ありませんでしたけど……」と語っている。
戦後のルンガ沖夜戦の取材（田中69歳時）では、「年をとると記憶が薄れる」という前置きをしたうえで、思い出せる範囲で海戦の様子を熱心に、克明に語っている。
またルンガ沖夜戦で対決した米軍指揮官カールトン・H・ライト少将が海戦後に本国召還された事について「気の毒をしたと思うヨ。戦闘の勝敗など、つまらぬことで決まるものだからネ」と評している
小林憲治の取材（平成20年）に対し、田中の遺族（四女：貞子）は「父は、（中略：任地の説明）引き揚げてくる時、他の物は何も持たずにゴルフ・クラブ一本だけを担いで帰国したのですよ」と答えている。
水木しげるは田中とルンガ沖夜戦を題材にした漫画を二編描いている。タイトルそのままの『田中頼三』では実際の作戦の様子を克明に描写し、『幽霊艦長』では田中がモデルと思われる宮本艦長を主役とした話を描いている。ただし、『幽霊艦長』では田中の人物像は大きく変更され、ラストも攻撃により海上に投げ出された宮本艦長が魚雷に乗って相手の艦船に玉砕するが、もちろんこれはフィクションである。